# Consonne uvulaire
Cette page contient des caractères spéciaux ou non latins. S’ils s’affichent mal (▯, ?, etc.), consultez la page d’aide Unicode.
En phonétique articulatoire, une consonne uvulaire (ou une uvulaire par souci de concision) désigne une consonne dorsale dont le lieu d'articulation est situé au niveau de la luette. L'organe constricteur est la partie postérieure de la langue.
Le français a comme uvulaires les allophones [ʀ], [ʁ] et [χ].

## Uvulaires de l'API
- occlusives
  - q, occlusive uvulaire sourde
    - hébreu (prononciation orientale) : קוף [qoːɸ]

  - ɢ, occlusive uvulaire sonore
- nasale
  - ɴ, nasale uvulaire
    - japonais : 日本 [ɲihɔɴ]
- vibrante
  - ʀ, uvulaire roulée
    - français (accent parisien marqué) : Paris [paʀi]
    - allemand (accent autrichien) : Rind [ʀɪnt]
- fricatives
  - χ, fricative uvulaire sourde
  - ʁ, fricative uvulaire sonore
    - français (prononciation courante) : ré [ʁe]
    - allemand (prononciation standard) : Lehrer [leʁɐ]
    - hébreu (prononciation israélienne): רישׁ [ʁeiʃ]
- injective
  - ʛ, injective uvulaire sonore